# Villars-sous-Écot

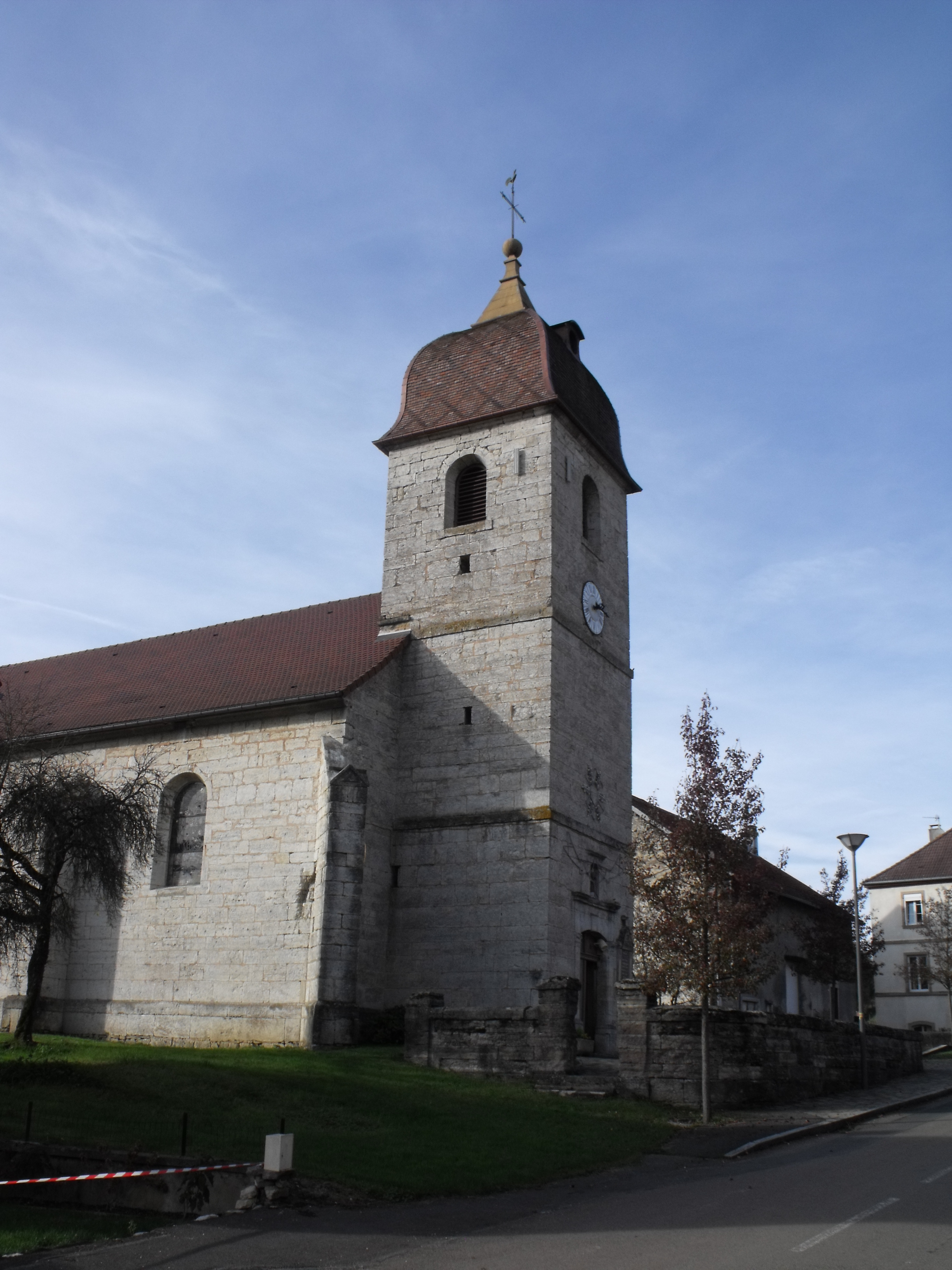
Kerk

Villars-sous-Écot is een gemeente in het Franse departement Doubs (regio Bourgogne-Franche-Comté) en telt 360 inwoners (1999). De plaats maakt deel uit van het arrondissement Montbéliard.

## Geografie
De oppervlakte van Villars-sous-Écot bedraagt 11,3 km², de bevolkingsdichtheid is 31,9 inwoners per km².
De onderstaande kaart toont de ligging van Villars-sous-Écot met de belangrijkste infrastructuur en aangrenzende gemeenten.

## Demografie
Onderstaande figuur toont het verloop van het inwonertal (bron: INSEE-tellingen).